# Matheus de Souza
Matheus de Souza (Imbituba, 25 de maio de 1989) é um escritor, cronista, blogueiro, professor e empreendedor brasileiro. É autor do livro Nômade Digital (2019), finalista do 62.º Prêmio Jabuti na categoria Economia Criativa. Em 2016, foi eleito Top Voice da rede social LinkedIn, lista que elege as vozes mais influentes da rede. Em 2022, passou a colaborar para a Folha de S.Paulo com uma coluna sobre nomadismo digital.

## Biografia
Nascido na cidade de Imbituba, em Santa Catarina, Matheus de Souza é formado em Relações Internacionais e tem um MBA em Gestão de Negócios, ambos pela Universidade do Sul de Santa Catarina (UNISUL).
Começou a escrever na internet em 2013, em seu blog pessoal, e em 2016 foi incluído pelo LinkedIn em sua lista de Top Voices, um reconhecimento aos produtores de conteúdo mais influentes da rede.
Seu primeiro livro, "Nômade Digital: um guia para você viver e trabalhar como e onde quiser", lançado pela editora Autêntica Business em 2019, foi um dos 5 finalistas do 62.º Prêmio Jabuti na categoria Economia Criativa.

## Obra
– Nômade Digital: um guia para você viver e trabalhar como e onde quiser (Autêntica Business, 2019).

## Prêmios
– LinkedIn Top Voices (2016);
– 62.º Prêmio Jabuti, finalista na categoria Economia Criativa (2020).